# Padangse Bovenlanden

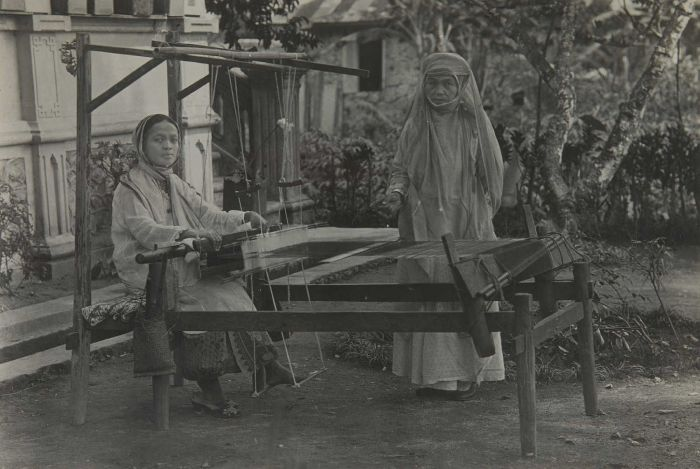
Portret van een weefster achter een weeftoestel en een Hadji

Padangse Bovenlanden is een term die in de 19e eeuw gebruikt werd voor de huidige Indonesische regio West-Sumatra, waar de Minangkabau wonen.
Vanaf 1803 was hier een felle strijd gaande tussen de traditionele leiders en de "padri's", fanatieke moslims, die de (volgens hen halfslachtige) naleving van de islamitische wetten door de bevolking en het vrouwelijk erfrecht volgens de Minangkabause (matrilineaire) adat afkeurden (zie Padri-oorlogen).
Generaal Andreas Victor Michiels steunde de traditionele leiders en bracht de Padangse Bovenlanden onder Nederlands gezag.